# 산청 사월리 장수황씨 묘비 및 문인석
산청 사월리 장수황씨 묘비 및 문인석(山淸 沙月里 長水黃氏 墓碑 및 文人石)은 대한민국 경상남도 산청군 단성면, 장수황씨 묘소에 있는 문인석이다. 2006년 7월 20일 경상남도의 문화재자료 제403호로 지정되었다.

## 개요
장수황씨 묘소의 문인석은 망주석 바깥에 서로 마주보고 있는 형태로 서 있는데, 그 크기는 높이 190cm, 앞면의 너비가 55cm로서 보통 사람보다는 훨씬 덩치가 큰 모습이다. 문인의 얼굴 모습은 반듯하고, 머리에 쓴 관과 입은 관복이 매우 섬세하게 표현되어 있으며, 옷의 주름이나 얼굴 곳곳의 부분 모습이 마치 실제 입은 옷을 보는 것 같고 마치 살아 있는 모습을 보는 것처럼 사실적이고 부드럽게 묘사되어 있다.
묘비, 상석, 향로석, 망주 및 문인석을 위시하여 묘소 주변의 자연석으로 축조한 내룡이나, 상석을 기준으로 얕은 돌을 쌓아 제향 공간과 분리해 둔 점이나, 그 아래 묘소 바깥 경계와의 구분을 위해 쌓은 자연석 축담 등은 묘소로서의 전형을 보여준다고 할 수 있다.

## 같이 보기
- 장수 황씨

## 참고 자료
- 산청사월리장수황씨묘비및문인석 - 국가유산청 국가유산포털